# Мансанарес (Сьюдад-Реаль)
Мансанарес (ісп. Manzanares) — муніципалітет в Іспанії, у складі автономної спільноти Кастилія-Ла-Манча, у провінції Сьюдад-Реаль. Населення — 19 242 особи (2010).
Муніципалітет розташований на відстані близько 160 км на південь від Мадрида, 48 км на схід від Сьюдад-Реаля.
На території муніципалітету розташовані такі населені пункти: (дані про населення за 2010 рік)
- Еррера-де-ла-Манча: 57 осіб
- Мансанарес: 19185 осіб

## Демографія
Динаміка населення (INE ):